# Dynamine mexicana
Dynamine mexicana är en fjärilsart som beskrevs av D'almeida 1952. Dynamine mexicana ingår i släktet Dynamine och familjen praktfjärilar. Inga underarter finns listade i Catalogue of Life.